# Jeppe Kaas
Jeppe Kaas (* 23. November 1966 in Kopenhagen) ist ein dänischer Komponist und Schauspieler.

## Leben
Jeppe Kaas ist der Sohn des Schauspieler-Ehepaares Preben Kaas und Ulla Larsen. Sein jüngerer Halbbruder ist der Schauspieler Nikolaj Lie Kaas, Sohn der Schauspielerin Anne Marie Lie.
Von 1988 bis 1992 studierte er am Rytmisk Musikkonservatorium. Bereits während dieser Zeit war er vereinzelt als Schauspieler zu sehen. Seit dem Jahr 2000 ist er, abgesehen von Nebenrollen, ausschließlich nur noch als Filmkomponist tätig. Insgesamt war er fünfmal für die Beste Filmmusik mit dem dänischen Filmpreis Robert nominiert, wobei er mit Rene hjerter (2007) und Der Kandidat (2009) jeweils eine Auszeichnung erhielt.

## Filmografie (Auswahl)

### Schauspieler
- 1988: Alle elsker Debbie (Fernsehserie)
- 1989: En afgrund af frihed
- 1991: Der schöne Badetag (Den store badedag)
- 1995: Kun en pige
- 1998: Den blå munk
- 1999: Taxa (Fernsehserie)
- 2000: Morten Korch – Ved stillebækken (Fernsehserie)
- 2003: Stealing Rembrandt – Klauen für Anfänger (Rembrandt)
- 2003: Dänische Delikatessen (De grønne slagtere)
- 2005: Fluerne på væggen
- 2005: Det vildeste westen (Fernsehserie)
- 2005: Chinaman
- 2005: Krøniken (Fernsehserie)
- 2006: Rene hjerter
- 2008: Begravelsen (Kurzfilm)
- 2011: Dirch

### Filmkomponist
- 1998: Wahlnacht (Valgaften)
- 2000: Blinkende Lichter (Blinkende lygter)
- 2001: Anja und Viktor (Anja & Viktor)
- 2002: Die Kinder meiner Schwester im Schnee (Min søsters børn i sneen)
- 2002: Kleine Mißgeschicke (Små ulykker)
- 2003: Dänische Delikatessen (De grønne slagtere)
- 2004: Der Fakir (Fakiren fra Bilbao)
- 2004: In deinen Händen (Forbrydelser)
- 2005: Adams Äpfel (Adams æbler)
- 2005: Der Sonnenkönig (Solkongen)
- 2006: Das Genie und der Wahnsinn (Sprængfarlig bombe)
- 2006: Der verlorene Schatz der Tempelritter (Tempelriddernes skat)
- 2006: Vater von Vieren (Far til fire – i stor stil)
- 2007: Der verlorene Schatz der Tempelritter II (Tempelriddernes skat II)
- 2008: Der Kandidat (Kandidaten)
- 2008: Der verlorene Schatz der Tempelritter III: Das Geheimnis der Schlangenkrone (Tempelriddernes skat III: Mysteriet om slangekronen)
- 2008: Vater hoch vier – Jetzt erst recht! (Far til fire – på hjemmebane)
- 2009: Timetrip – Der Fluch der Wikinger-Hexe (Vølvens forbandelse)
- 2010: Karla & Jonas (Karla og Jonas)
- 2010: Vater hoch vier – Japanisch für Anfänger (Far til fire – på japansk)
- 2011: Headhunters (Hodejegerne)
- 2011: Vater hoch vier – Zurück zur Natur (Far til fire – tilbage til naturen)
- 2012: Vater hoch vier – Auf hoher See (Far til fire: Til søs)
- 2013: Die Olsenbande auf hoher See (Olsen Banden på dybt van, computeranimierter Film)
- 2015: Die Hüterin der Wahrheit – Dinas Bestimmung (Skammerens datter)
- 2015: Men & Chicken (Mænd & Høns)
- 2015: Sommer '92 (Sommeren '92)
- 2017–2019: Countdown Copenhagen (Gidseltagningen, Fernsehserie, 16 Folgen)
- 2018: Alle Jahre wieder… (Den tid på året)
- 2019: Die Hüterin der Wahrheit 2: Dina und die schwarze Magie (Skammerens datter 2)
- 2020: Helden der Wahrscheinlichkeit (Retfærdighedens ryttere)
- 2022: Von Vätern und Müttern (Fædre & mødre)